# Сайрус (фильм)
«Сайрус» (англ. Cyrus) — британско-американский комедийно-драматический фильм Джея и Марка Дюплассов. Мировая премьера состоялась 23 января  2010 года на кинофестивале Сандэнс.

## Сюжет
Джон разведён уже более семи лет. Он встретил женщину, которая пробудила вновь в нём чувства, но есть одна проблема — её сын Сайрус.

## Производство
У картины не было чёткого сценария, актёры импровизировали, дабы привнести реальности в играемые образы.

## Критика
Rotten Tomatoes сообщает о 80 % положительных рецензиях, найденных им на авторитетных ресурсах. Например, в The Washington Post Ann Hornaday отметил отличную игру актёров и творческий подход режиссёров.

## В ролях
- Джон Си Райли — Джон
- Джона Хилл — Сайрус
- Мариса Томей — Молли
- Кэтрин Кинер — Джейми
- Мэтт Уолш — Тим
- Дайан Мизота — девушка-термостат
- Кэти Уиттс — Эшли
- Кэти Аселтон — симпатичная девушка
- Джейми Доннелли — пастор
- Тим Гини — Роджер
- Даниэль Харрис — Мария
- Стив Зисис — Расти